# 阿维阿努斯
阿维阿努斯（英語：Avienus），（前380—？）。活动于400年前后，约生于380年。他是诗人，著有42篇寓言，均以巴布里乌斯神话为基础。这些寓言使用挽歌体对句的形式写成，在中世纪学校中非常普及。